# Michaël Canitrot
Michael Canitrot  est un DJ et producteur français, mais aussi créateur d'évènements, notamment avec les soirées itinérantes So Happy In Paris, qui ont eu lieu aux quatre coins du monde et dans des salles parisiennes comme l'Olympia, le Queen, Les Bains Douches ou encore le premier étage de la Tour Eiffel.

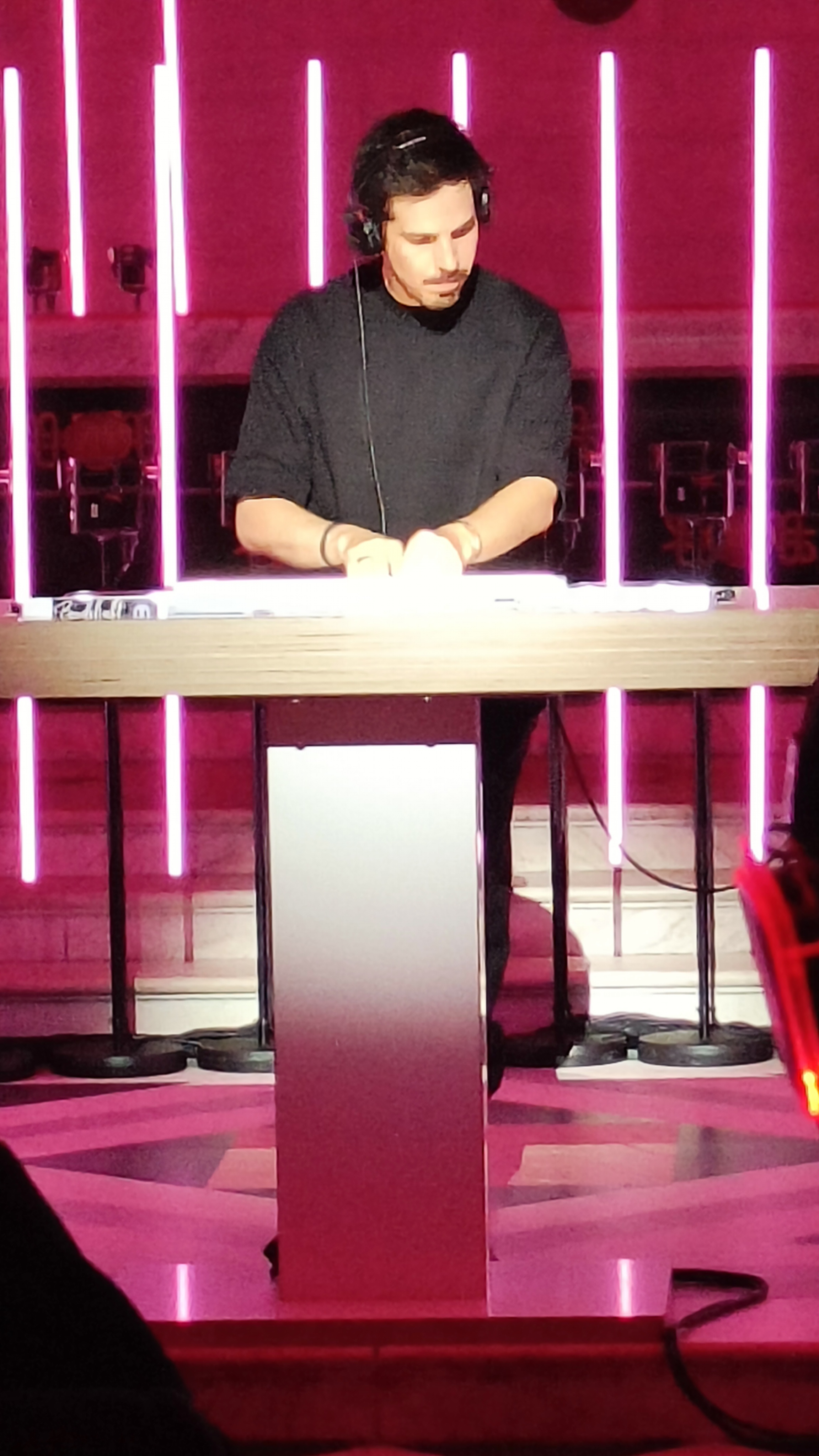
Michael Canitrot en concert à la Sainte Chapelle du Château de Vincennes le 28 juillet 2024.

En 2019, il lance le projet Monumental Tour, une série de spectacles à travers les monuments français pour faire rencontrer musique électronique et patrimoine.

## Biographie
Michael Canitrot grandit à Gretz-Armainvilliers, en Seine-et-Marne.

## Parcours artistique

### Singles et compilation
Son premier single reconnu[réf. nécessaire] est Desire sorti sur label anglais Defected. Suivront You and I chez Hed Kandi. When You Got Love avec Ron Caroll, Leave Me Now, Blue Collision et White Escape sorti sous son label Aime Music.
Michaël Canitrot est aussi reconnu pour ses compilations mixées. Il a sorti quatre CD So Happy in Paris mais aussi quatre volumes pour le lieu de Saint-Germain-des-Prés « La Mezzanine de l'Alcazar ».
En 2012, il a collaboré avec la marque Playboy pour le double disques Playboy Sessions Paris[source insuffisante], succédant ainsi à Bob Sinclar et Dimitri From Paris, chargé des compilations précédentes.

### Les Bains Douches, So Happy In Paris
Il fait ses premiers pas dans l'établissement parisien Les Bains Douches. Il y crée avec son équipe le concept So Happy in Paris en 2000.
À ses débuts le concept a navigué parmi plusieurs établissements afin de proposer à son public un renouvellement permanent[réf. souhaitée]. Depuis plus de dix ans, la soirée est devenue internationale en voyageant et proposant un spectacle conçu autour de DJ, danseurs, chanteurs ou musiciens[réf. souhaitée]. D’années en années, les soirées itinérantes So Happy in Paris se sont produites dans plusieurs lieux parisiens — l'Olympia, la Tour Eiffel, Chez Maxim's, le Queen, Le Man Ray, La Coupole, Le Club Madeleine Plaza, mais aussi en dehors de la région parisienne et à l’étranger.
Michael Canitrot et son équipe ont décidé en 2013 de produire une soirée spéciale au sein du célèbre music-hall, l'Olympia, proposant à cette occasion un plateau artistique composé de plusieurs chanteurs et DJ. Le samedi 26 octobre 2013. Plus de 2 700 personnes se sont rassemblées dans la salle mythique de l'Olympia[source secondaire souhaitée]. Le concept était de transformer l’Olympia en piste de danse géante et d’offrir au public une expérience alliant concert et clubbing. C’est un show mélangeant musique, effets lumineux, effets visuels, vidéos 3D et rétroprojection, que le DJ et So Happy in Paris ont offert au public présent. Étaient présents sur scène :  
Tara McDonald (Mercury/Universal) qui a interprété quelques-uns de ses tubes. Alan Braxe, pionnier de la French touch (notamment dans le groupe Stardust avec Thomas Bangalter moitié du duo Daft Punk). Ron Carroll, DJ et chanteur américain. Michaël Calfan, DJ de la scène française découvert par Bob Sinclar, et le duo néerlandais Sick Individuals[réf. souhaitée].
Les artistes ayant joué pour So Happy in Paris : Dennis Ferrer, DJ Yellow, Alan Braxe, DJ Gregory, Sick Individuals, Michael Calfan, Ron Carroll, Tara McDonald.

### Prestige, SoundDesign & Festival de Cannes
Il est reconnu pour ses collaborations avec les plus grandes marques du luxe telles Chanel, Dior, Cartier, Versace, D&G ou Prada, Pierre Hermé, Sofitel afin de penser, concevoir et mettre en scène des ambiances musicales sur mesure.
En 2003, le Palais des Festivals — pour le compte du Festival International du Film de Cannes —  Michaël Canitrot est appelé à mixer sur le tapis rouge. Il est le premier DJ à y officier,.

### Brésil
Depuis le début des années 2010, Michael Canitrot mixe régulièrement au Brésil. Avec près de quarante dates à son actif sur tout le territoire.
Il a été convié à se produire dans plusieurs établissements, comme Green Valley à Camboriú, élu meilleur club du monde en 2013 selon le magazine anglais DJ Mag. Il y notamment mixé dans les villes suivantes: 
Rio de Janeiro, Sao Paulo, Brasilia, Camboriú, Florianópolis, Belo Horizonte, Curitiba, Santos, Porto Alegre, Lages, Teresina, Recife, Guarujá, Tubarão, Goiana, Ribeirão Preto, Natal.

### Radio Show
Michael Canitrot est résident sur FG DJ Radio avec son émission So Happy in Paris, régulièrement reprise dans plusieurs radios européennes, dont Planeta FM en Pologne et Ibiza Global Radio en Espagne. ll mixe également en invité sur des radios nationales comme NRJ ou Fun Radio.

### Monumental Tour
Lancé en septembre 2019, le Monumental Tour est un concept de tournée alliant la musique électronique, le patrimoine et la création digitale. Une expérience qui entend aussi sensibiliser à la préservation du patrimoine avec des appels aux dons. Il est placé sous le patronage de la Commission nationale française pour l’UNESCO.
Lors de précédentes éditions, Monumental Tour a pu illuminer différents types de monuments tels que l'Abbaye du Mont Saint-Michel, le Château de Vincennes, le Phare des Baleines, le Château de Pierrefonds ou encore la Cathédrale Notre Dame de Laon[réf. souhaitée], la cathédrale Notre-Dame de Paris le 7 décembre 2024 à l'occasion de sa réouverture au public après cinq ans de travaux à la suite de l'incendie du 15 avril 2019.

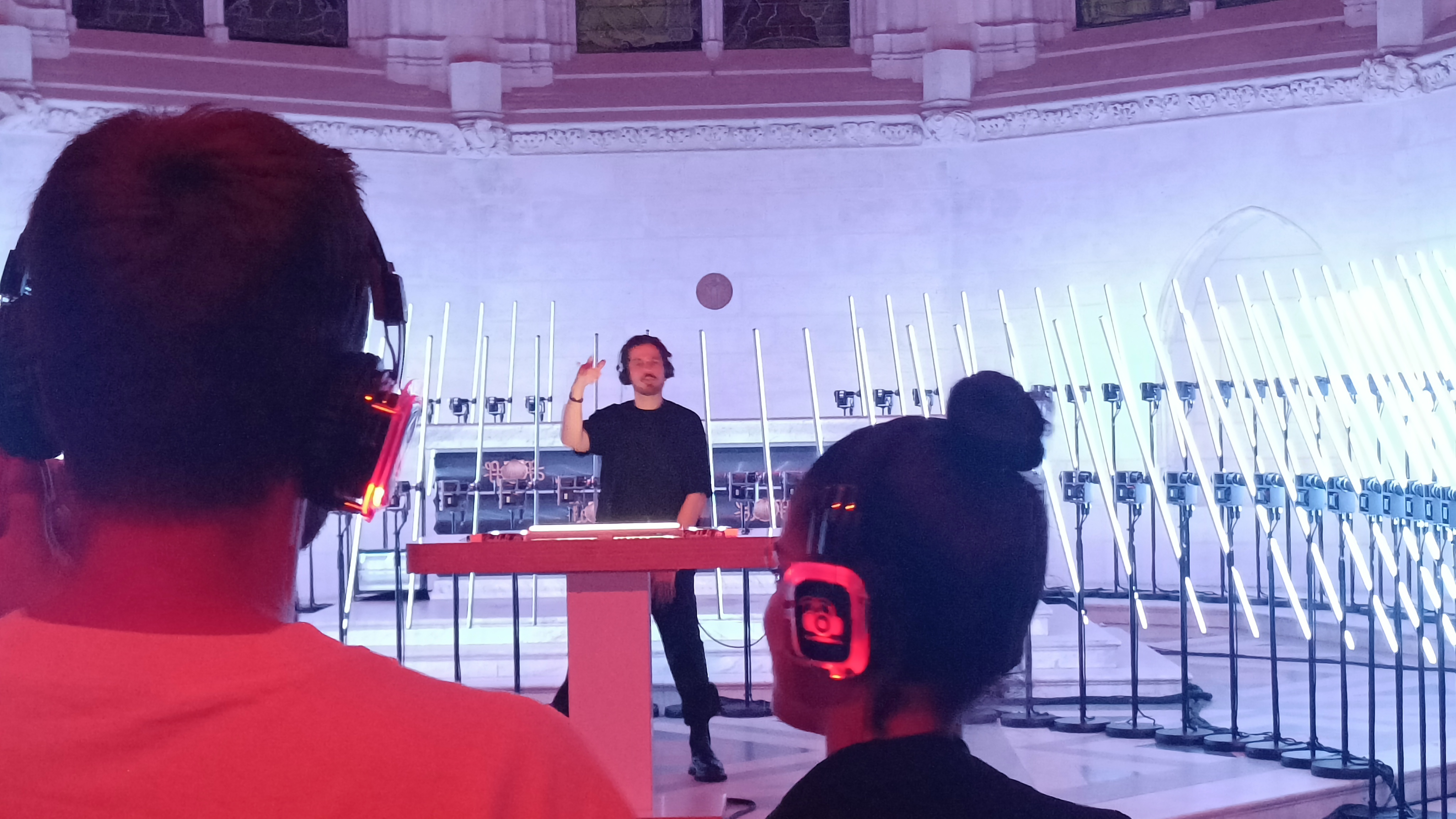
Michael Canitrot en concert le 28 juillet 2024 à la Sainte Chapelle du Château de Vincennes.

## Discographie

### Singles
- 2022 : Contemplation avec Wielki, So Happy in Paris
- 2021 : Falling avec Coco & Syon, So Happy in Paris
- 2021 : Cycles, So Happy in Paris
- 2021 : Niteroi, So Happy in Paris
- 2018 : Mad Over Nothing, So Happy In Paris
- 2016 : Sucker for your love, Play On, Warner Music
- 2015 : Chain Reaction, Play On, Warner Music
- 2015 : Young Forever, Play On, Warner Music
- 2013 : Pantheon avec Reepublic, Spinnin - Universal Music
- 2013 : Never Comes Back avec Reepublic, Universal Music
- 2012 : Leave Me Now Believe Records - Aime Music
- 2012 : Turn Off The Light avec Reepublic, Universal Music
- 2012 : Right On Me, Believe Records - Aime Music
- 2011 : White Escape, Aime Music
- 2011 : Blue Collision, Aime Music
- 2011 : When You Got Love avec Ron Carroll, Aime Music
- 2011 : You and I, Hed Kandi
- 2010 : Desire, Defected
- 2010 : You and I, Aime Music
- 2009 : Desire, Aime Music
- 2008 : Feel The Spirit, Hardsoul

### EPs
- 2017 : Face To Face, PlayOn - Warner

### Compilations
- 2012 : Playboy Sessions Paris, Defected
- 2011 : So, Happy in Paris ? vol 2, Aime Music – Naïve
- 2010 : So, Happy in Paris ?, Aime Music - Defected
- 2010 : Mezzanine de l’Alcazar # 9, Defected
- 2009 : Mezzanine de l’Alcazar # 8
- 2009 : Mezzanine de l’Alcazar # 7, Defected
- 2008 : Mezzanine de l’Alcazar # 6, Defected
- 2007 : So, Happy in Paris ? - Love Summer, Pschent – Wagram
- 2005 : Mezzanine de l’Alcazar # 5, Pschent – Wagram
- 2004 : Mezzanine de l’Alcazar # 4, Pschent – Wagram
- 2004 : So, Happy in Paris ?, Cyber